# Dinamismo di un cane al guinzaglio
Dinamismo di un cane al guinzaglio, anche noto come «Cane dalle Mille Marce», è un dipinto a olio su tela (90,8x110 cm) realizzato nel 1912 da Giacomo Balla. È conservato nella Albright-Knox Art Gallery di Buffalo.

## Descrizione
Il quadro fa parte della riflessione sul tema del movimento propria dell'autore. Qui viene rappresentato come se si trattasse di una ripresa fotografica (a cui si riferisce anche il taglio della composizione): simultaneamente sono presenti le diverse immagini delle zampe e della coda del cane nella successione determinata dal moto, e lo stesso per le gambe della padrona e per l'oscillazione del guinzaglio. Attraverso il movimento, come attraverso la luce, si dissolve la materialità dei corpi, nonostante essi siano rappresentati realisticamente. Le figure sono in monocromo, con linee di contorno "tratteggiate", su un fondo piatto.
Altri dipinti in cui viene trattata in modo simile la tematica del movimento, degli stessi anni, sono Ragazza che corre sul balcone e La mano del violinista.
I piedi della donna e le gambe del cane sono dipinti più volte all’interno dell’arco della traiettoria del loro movimento. La rappresentazione del movimento fu la principale preoccupazione dei futuristi. Curiosità:
- Nel 1912 il quadro è stato esposto per la prima volta al pubblico presso i locali della libreria Bernardo Lux Editore in Via delle Convertite 18 a Roma.
- Il 20 febbraio 2009 la Repubblica di San Marino, nell'ambito di una serie dedicata al Futurismo, ha emesso un francobollo da 0,60€ avente come soggetto questo quadro.